# Malý smíchovský okruh

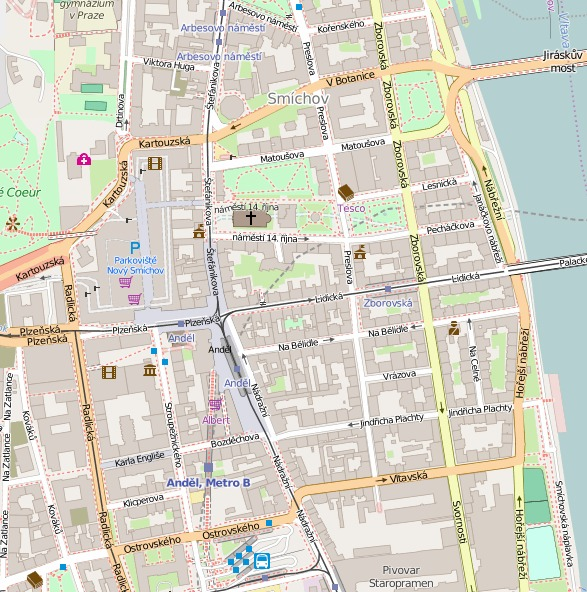
Malý smíchovský okruh na OpenStreetMap

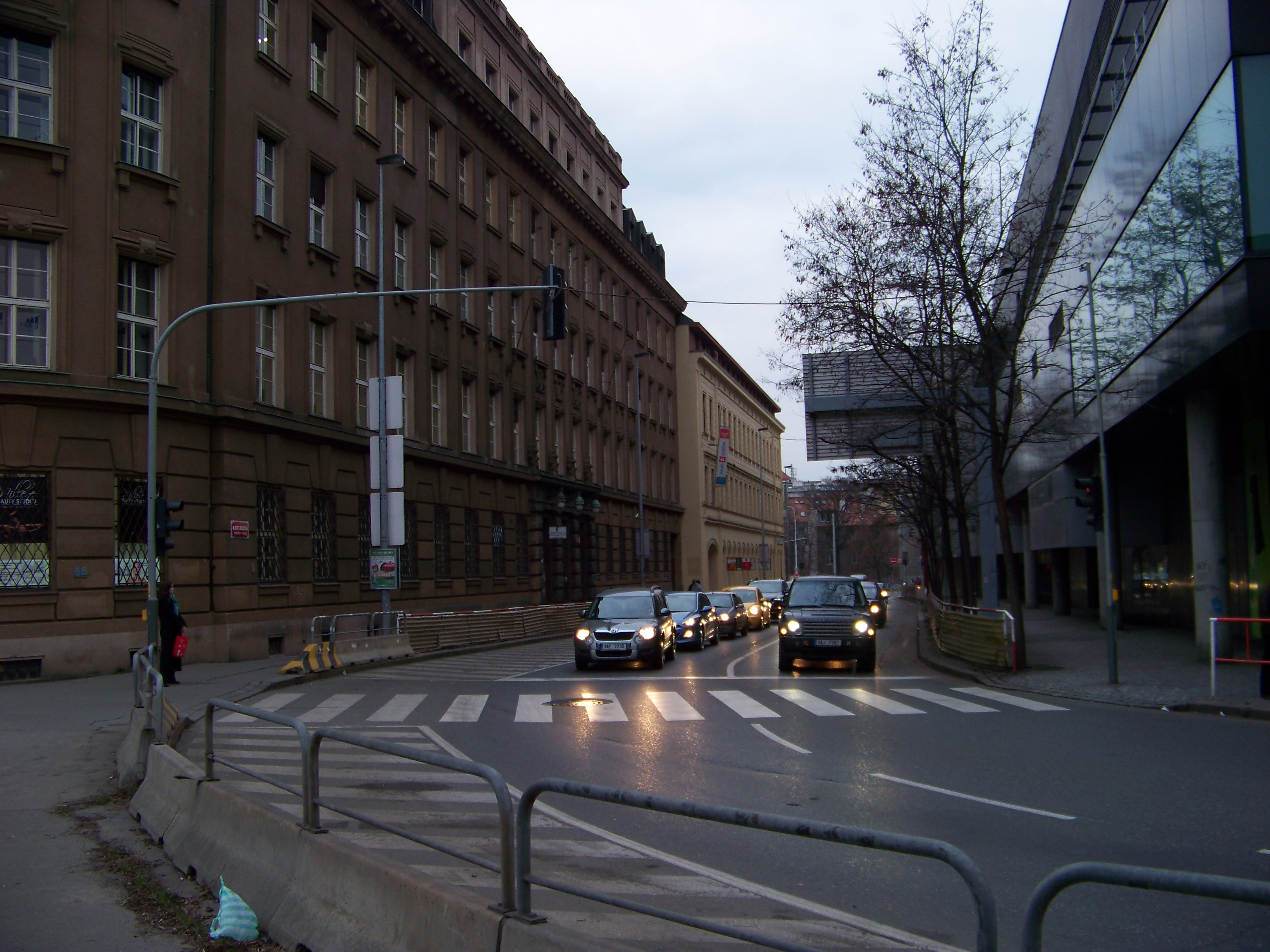
Kartouzská ulice

Malý smíchovský okruh je označení pro soustavu místních komunikací, která umožňuje jednosměrné objíždění centrální části pražské čtvrti Smíchov, respektive širšího okolí křižovatky Anděl. Má zhruba čtvercový tvar, začíná na severovýchodní straně Dienzenhoferových sadů u Jiráskova mostu a vede proti směru hodinových ručiček ulicemi V botanice, Kartouzská, Radlická, Ostrovského, Vltavská a Hořejší nábřeží. Kromě Radlické ulice je veden po jednosměrných komunikacích. Vznik okruhu je datován k říjnu 2001, kdy došlo k větším změnám místní úpravy provozu na Smíchově, vytvoření pěších zón a zjednosměrnění některých ulic. Délka okruhu je 2,4 km.

## Historie
V květnu roku 1999 zpracoval Ústav dopravního inženýrství hlavního města Prahy dokument „Posouzení variant organizace dopravy na Smíchově“, který zvažoval varianty uspořádání dopravy po zprovoznění tunelu Mrázovka. Při projednávání tohoto návrhu přišla Policie ČR s námětem na jednosměrný „malý smíchovský okruh“. Zjednosměrnění komunikací však počítalo s hypotetickým budoucím obnovením obousměrného provozu.
Náklady na stavební úpravy a změny značení hradila městská část.
V souvislosti se zprovozněním malého okruhu byly zrekonstruovány semafory v oblasti tak, aby mohly být napojeny na centrální dispečink. Modernizace světelných signalizačních zařízení byla hrazena z rozpočtu města.

## Efekty
Okruh měl sloužit především ke zklidnění centrální části Smíchova v okolí křižovatky Anděl a Nádražní ulice. Měl být nevýhodný pro řidiče, kteří Smíchovem jen projíždějí, a tím je motivovat k tomu, aby zvolili jinou trasu.
Malý okruh se podle příznivců Městského okruhu v podstatě osvědčil a naplnil očekávání navrhovatelů. Malý smíchovský okruh a zklidnění centra Smíchova včetně zřízení pěší zóny Anděl jmenuje například senátor Miroslav Škaloud, starosta Prahy 5 v době těchto opatření, za úspěch ODS, který se podařilo prosadit navzdory mnohým skeptikům.
Příznivci tramvajové dopravy i sdružení Auto*Mat však poukazují na to, že Malý smíchovský okruh pro auta je proslulý zdržováním tramvají. Smíchov je i deset let po zprovoznění obchvatu přetížený jak auty pojíždějícími v kolonách, tak těmi, která parkují, kde se dá, a nebyla využita například příležitost přeměnit Strakonickou ulici na Smíchově ze čtyřproudové výpadovky na kvalitní městskou třídu. Sdružení Auto*Mat městu vytýká, že se z těchto deset let starých chyb nepoučilo ani při otevírání tunelu Blanka.

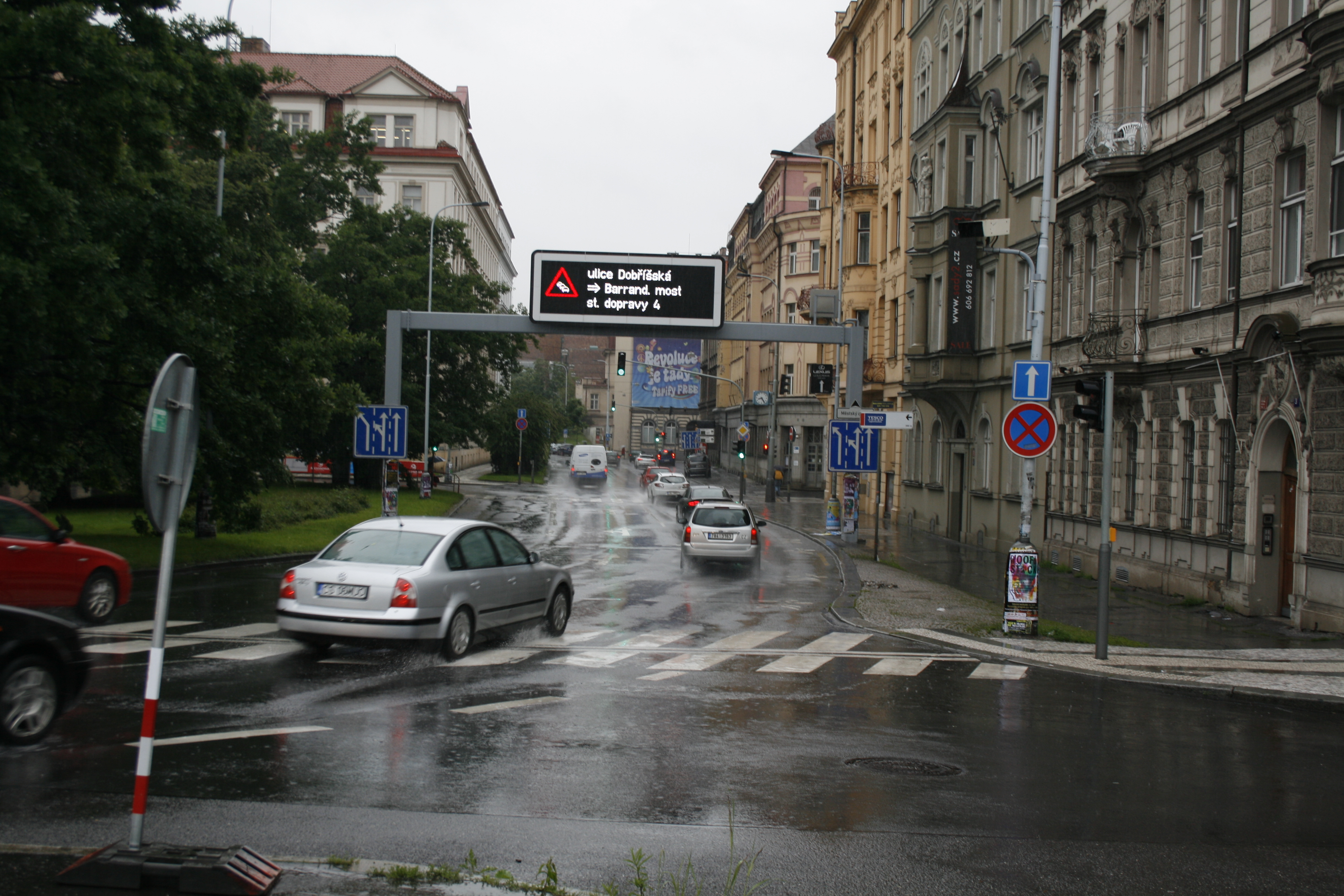
Ulice V botanice
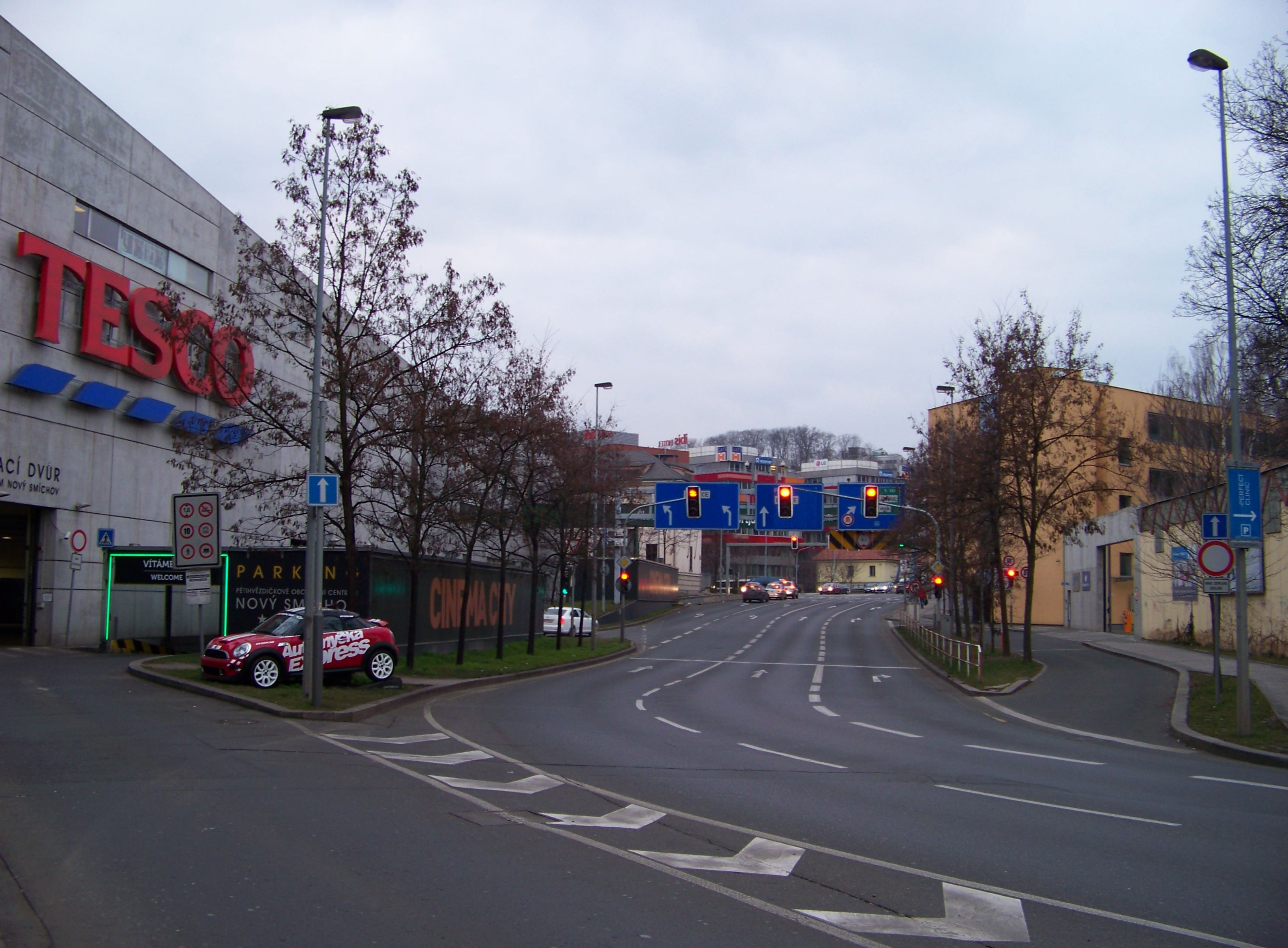
Kartouzská ulice u obchodního centra Nový Smíchov
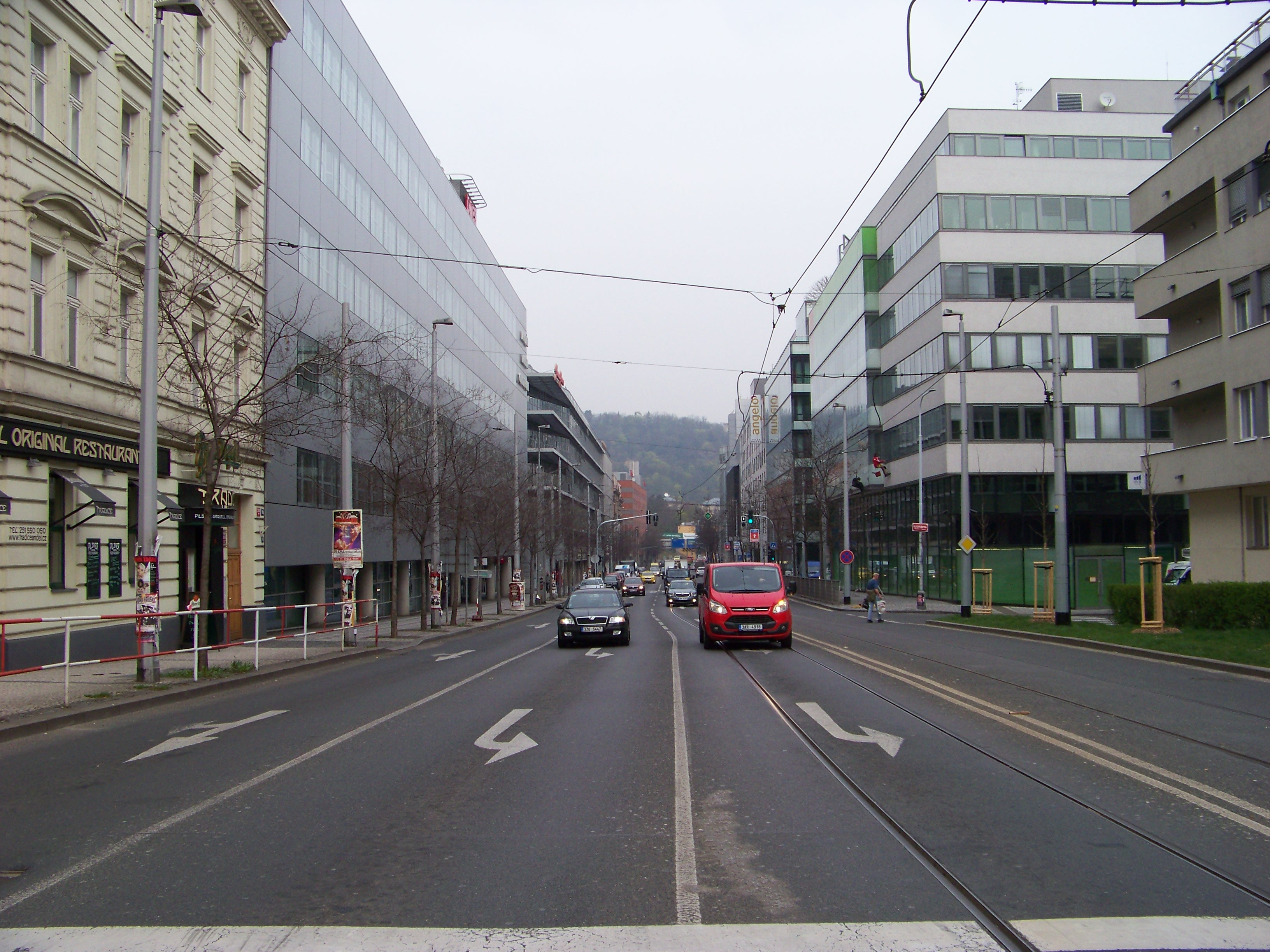
Radlická ulice, řazení pro odbočení do Ostrovského ulice
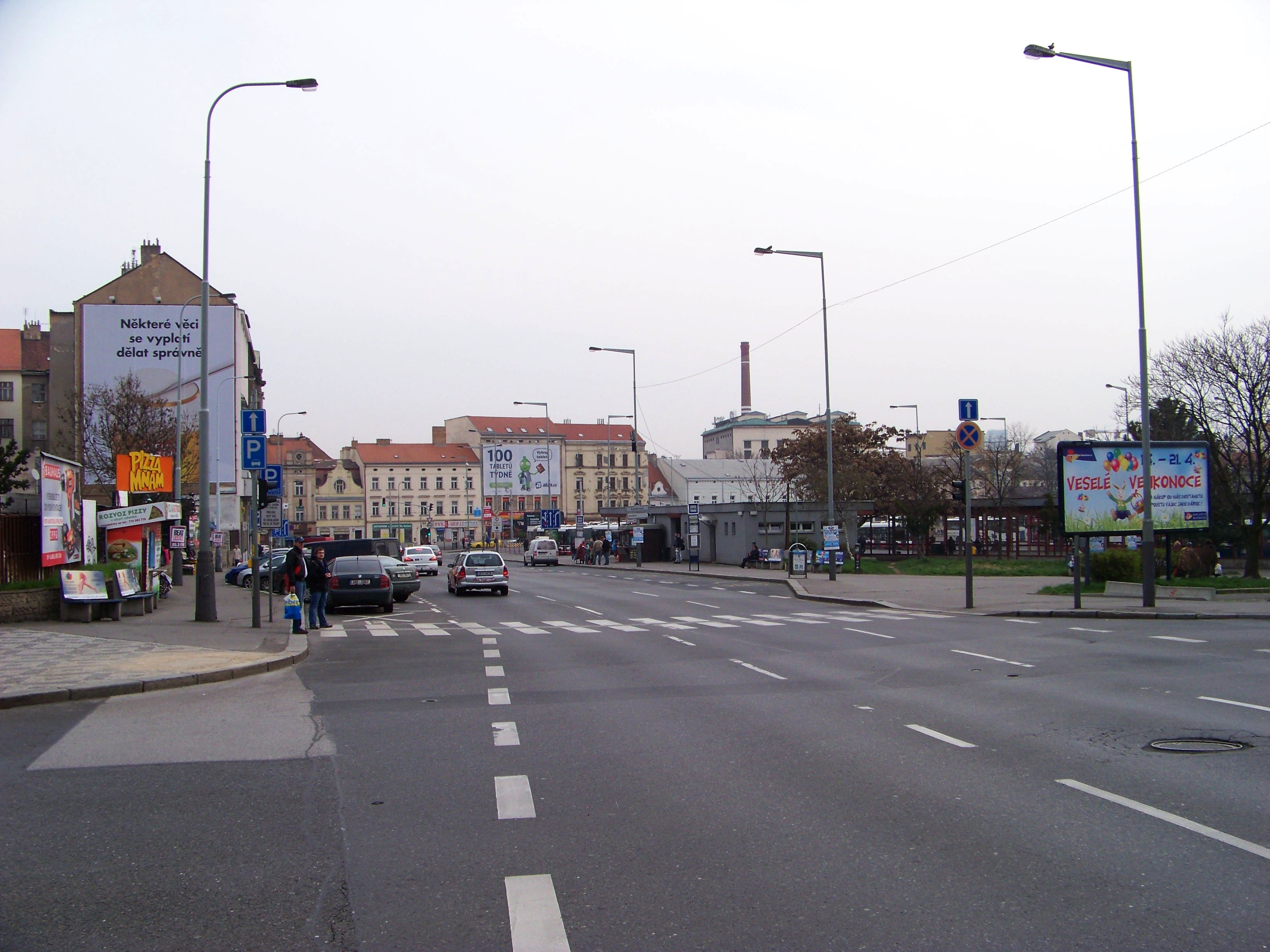
Ulice Ostrovského u autobusového terminálu Na Knížecí
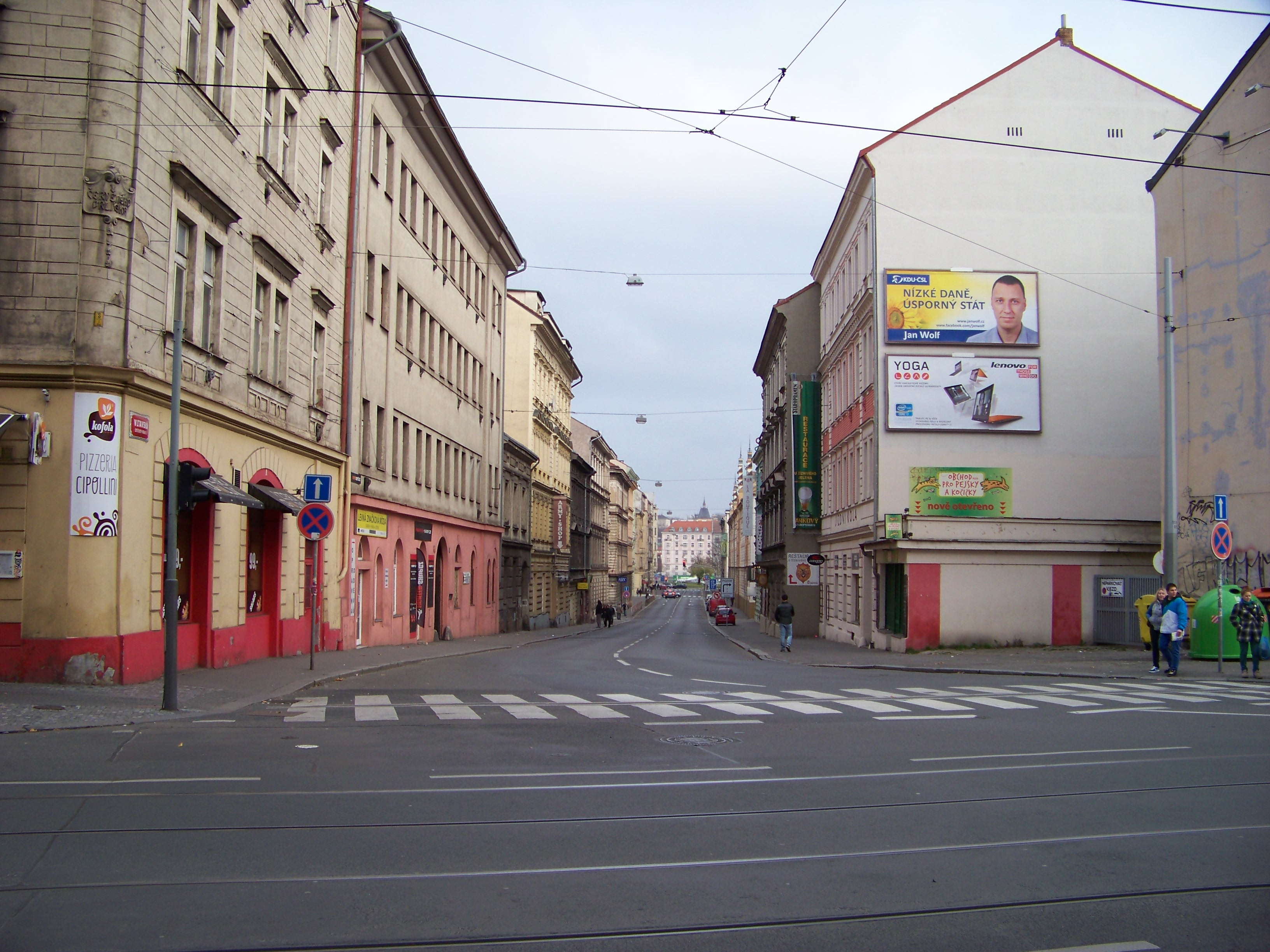
Ulice Vltavská v pohledu od Nádražní ulice
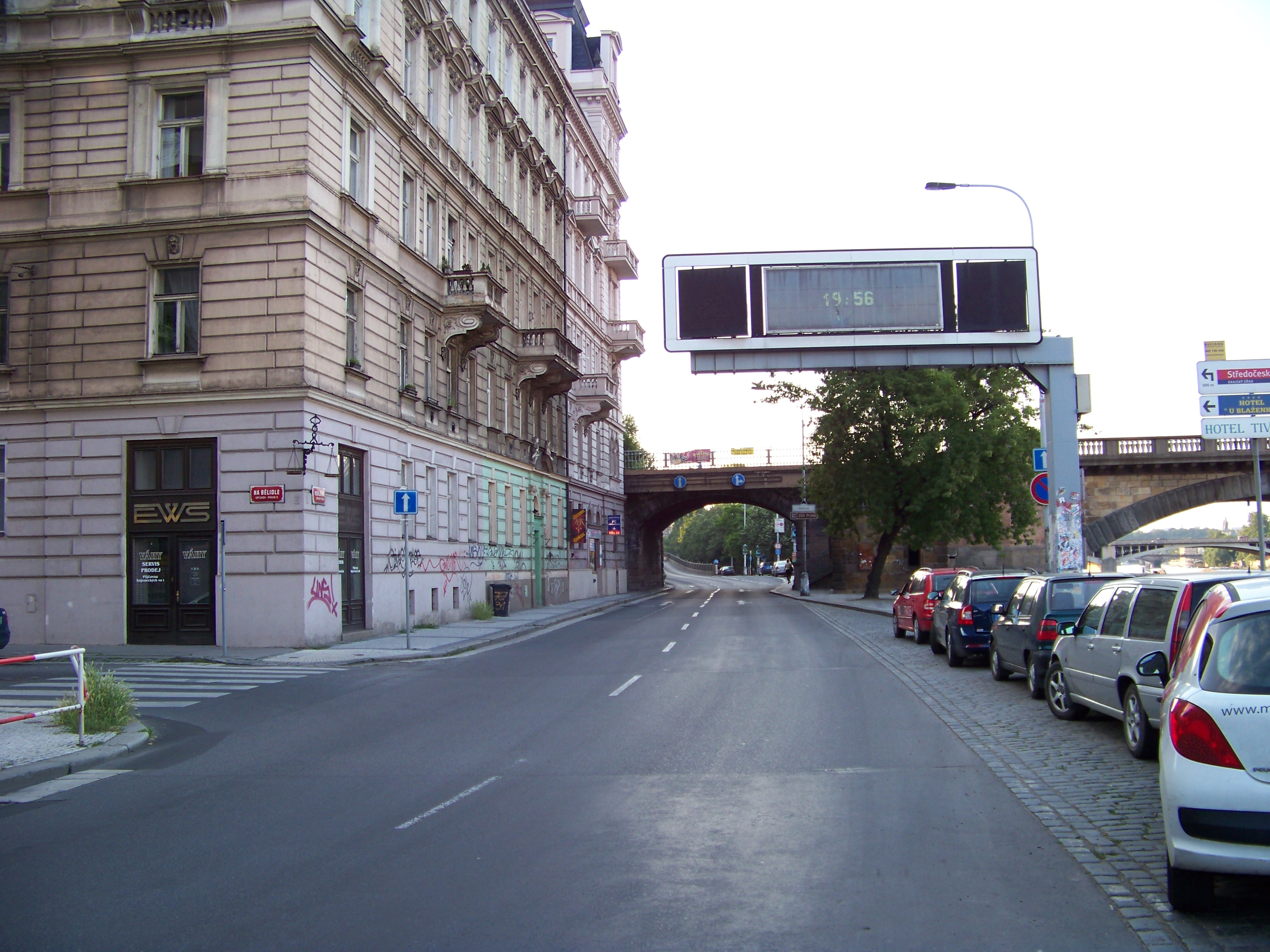
Hořejší nábřeží, podjezd pod Palackého mostem